# The Legend of Zelda: Spirit Tracks
Vous lisez un « article de qualité » labellisé en 2019.
The Legend of Zelda: Spirit Tracks (ou simplement Spirit Tracks) est un jeu d'action-aventure développé par Nintendo EAD et édité par Nintendo sur Nintendo DS le 7 décembre 2009 en Amérique du Nord, le 10 décembre 2009 en Australasie, le 11 décembre 2009 en Europe et le 23 décembre 2009 au Japon. Il s'agit du quinzième opus de la franchise The Legend of Zelda et le dernier à sortir sur cette console.
Suite directe de Phantom Hourglass, précédent jeu de la saga sorti en 2007 sur Nintendo DS, le jeu met en scène Link, jeune conducteur de train, accompagné du spectre de la princesse Zelda, dans son aventure à travers Hyrule, qu'il traverse sur une locomotive à vapeur munie d'un canon. Il cherche à retrouver le corps de la princesse Zelda, séparé de l'âme de cette dernière par un démon, Kimado.
L'équipe de développement du jeu est majoritairement la même que pour l'épisode précédent, avec le réalisateur Daiki Iwamoto et le producteur Eiji Aonuma notamment. À l'instar de The Legend of Zelda: Majora's Mask, suite directe de Ocarina of Time et développé en peu de temps pour profiter du moteur de jeu développé, Spirit Tracks est également conçu en peu de temps en reprenant le moteur de jeu de Phantom Hourglass. S'il reprend le style graphique en cel-shading instauré par The Wind Waker et perpétué par Phantom Hourglass, Spirit Tracks se différencie principalement de ces deux titres en remplaçant les voyages en bateau par des voyages en train, l'une des nouvelles mécaniques principales ajoutées au gameplay.
Le jeu est très bien accueilli par la presse spécialisée, qui vante notamment l'inventivité des énigmes du jeu, le rôle principal de la princesse Zelda ainsi que l'intuitivité des contrôles. Considéré a posteriori comme l'un des meilleurs jeux du catalogue de Nintendo DS, il est réédité sur la console virtuelle de la Wii U le 13 novembre 2015.

## Trame

### Contexte
The Legend of Zelda: Spirit Tracks est le quinzième opus de la saga The Legend of Zelda. Le jeu se situe chronologiquement dans la temporalité où Link a réussi à vaincre Ganon dans l'épisode The Legend of Zelda: Ocarina of Time et reste à l'âge adulte.
L'intrigue de The Legend of Zelda: Spirit Tracks se déroule cent ans après les événements de Phantom Hourglass, dans le nouveau Royaume d'Hyrule fondé à la fin du jeu précédent. En effet, Hyrule est inondé et scellé au fond des eaux avant le déroulement de The Wind Waker et puis le sceau est détruit, les derniers vestiges d'Hyrule sont définitivement engloutis à la fin de cet épisode. Les habitants sont ainsi des descendants des protagonistes du précédent jeu, et certains des personnages secondaires ayant vieillis,,.

### Univers
Le nouveau royaume d'Hyrule dans lequel se déroule l'aventure est un univers médiéval-fantastique,, cependant beaucoup plus développé technologiquement que dans tous les autres épisodes de la franchise. Sa géographie présente différentes physionomies, comme des montagnes enneigées, des plages tropicales, des forêts denses ou des zones volcaniques. Il est constitué de cinq contrées principales, les contrées sylvestre, marine, du feu, des sables et des neiges,. Également appelé « Nouvel Hyrule », il s'agit d'un royaume différent que celui présenté dans les opus se déroulant dans les autres temporalités de la chronologie de la franchise. Celui-ci est fondé par Link et Tetra sur les terres qu'ils découvrent, juste après les évènements se déroulant dans Phantom Hourglass — ces évènements sont uniquement présentés en préambule de Spirit Tracks.
Le château d'Hyrule est plus coloré que ses autres itérations, à mi-chemin entre le château présent dans Ocarina of Time et celui de The Wind Waker, un vitrage représentant Tetra rendant hommage à cette dernière. Les Bois Perdus envahis par le brouillard, lieu présent dans plusieurs jeux de la franchise, imposent au joueur de suivre un chemin précis pour en sortir, sous peine de se retrouver au début de la forêt.
Plusieurs peuples habitent dans ce royaume nouvellement formé. En plus des Hyliens, des descendants de l'équipage de pirates de Tetra, figurent des Locomos, des indigènes de ces terres ayant pour but de protéger la Tour des Dieux et les voies sacrées. Connus des Hyliens sous le nom de « sages », ils possèdent tous un instrument de prédilection leur permettant d'entretenir les voies sacrées. Des Gorons, un peuple montagnard ressemblant et se nourrissant de pierres, colonisent également ce nouveau monde, dans la contrée du feu,, à l'instar des Skimos, un peuple isolé vivant dans les montagnes gelées et ressemblant à des rennes. Ces peuples gardent leur indépendance et leur mode de vie distinct, mais sont reliés par les voies sacrées, qui leur permettent d'échanger des matériaux ou de voyager à travers le royaume.
Au centre de ce royaume, se dresse une tour de grande taille, appelée la Tour des Dieux. Elle relie toutes les voies ferrées de tout le continent, et permet la circulation de locomotives à vapeur à travers le royaume, apportant un fort développement à Hyrule sur plusieurs plans. Cette tour est également directement reliée aux quatre temples, qui lui apporte l'énergie suffisante pour contenir le roi démon Mallard. À la suite de la disparition des lignes ferroviaires, Mallard est libéré, l'édifice est fractionné sur plusieurs étages, et les gardiens spectraux qui la gardent sont alors soumis au contrôle du roi démon.

### Personnages
| Jeune homme blond avec une tunique verte, portant une épée.                            |  | Femme portant un diadème, une robe blanche et violette et regardant vers la gauche. |
| Cosplay des deux personnages principaux, Link à gauche et la Princesse Zelda à droite. |  |                                                                                     |

Le joueur incarne Link, qui reprend les caractéristiques physiques principales des deux opus précédents dans la chronologie, The Legend of Zelda: The Wind Waker et Phantom Hourglass,,. Changement radical par rapport aux autres incarnations du personnage, avec un design proche de celui d'un dessin animé, cette nouvelle apparence permet de mettre l'accent sur les émotions ressenties par Link,. Il garde néanmoins des caractéristiques communes à ses incarnations précédentes, inspiré d'un elfe et reprenant les traits de Peter Pan, ainsi que la couleur verte de sa tunique,. Dans cet opus, Link est un jeune apprenti conducteur de train, habitant dans un village près du château d'Hyrule.
La princesse Zelda, arrière-arrière-petite-fille de Tetra, présente dans Phantom Hourglass, accompagne le protagoniste dans ses aventures,. Spontanée et inquiète pour son royaume, son âme est séparée de son corps par son ministre Kimado, qui cherche à ressusciter le démon Mallard en faisant disparaître les voies de chemin de fer sacrées du royaume. Son esprit accompagne alors Link dans son aventure, l'assistant dans sa recherche des voies sacrées. Elle peut notamment prendre le contrôle des Spectres, des armures animées gardant la Tour des Dieux. Bien que dirigeante du royaume, elle est jeune et garde une personnalité naïve. Zelda donne des conseils à Link durant toute l'aventure.
Le joueur rencontre plusieurs personnages secondaires comme Dame Bicelle, doyenne des Locomos, des sages protecteurs des voies de chemin de fer sacrées. Si cette dernière réside dans la Tour des Dieux, les autres sages Locomos sont dispersés dans les différentes contrées du royaume d'Hyrule. Link est également assisté par Gasto, son professeur en ingénierie ferroviaire, qui est un descendant de Gonzo, l'un des membres d'équipage de Tetra. Nico, l'un des membres d'équipage de Tetra également présent dans The Legend of Zelda: The Wind Waker et dans Phantom Hourglass, participe aussi à l'aventure, en tant que doyen du village Prokis, village d'origine de Link. Très âgé, il est surnommé « Papy Nico » par Link, qui le considère comme son propre grand-père. Par l'intermédiaire d'un petit théâtre de papier, il raconte au joueur les événements qui se sont déroulés dans les deux jeux précédents.
Durant son périple, Link doit affronter plusieurs monstres plus ou moins forts, ainsi que des boss dans différents temples situés à Hyrule. Si le joueur retrouve plusieurs créatures du bestiaire habituel de la série, comme les moblins ou les octoroks, il affronte également des créatures inédites, comme un scarabée géant aux ordres de Kimado,. Il doit aussi affronter Traucmahr, un Locomo dissident allié à Kimado qui souhaite obtenir plus de pouvoir que les dieux.

### Histoire

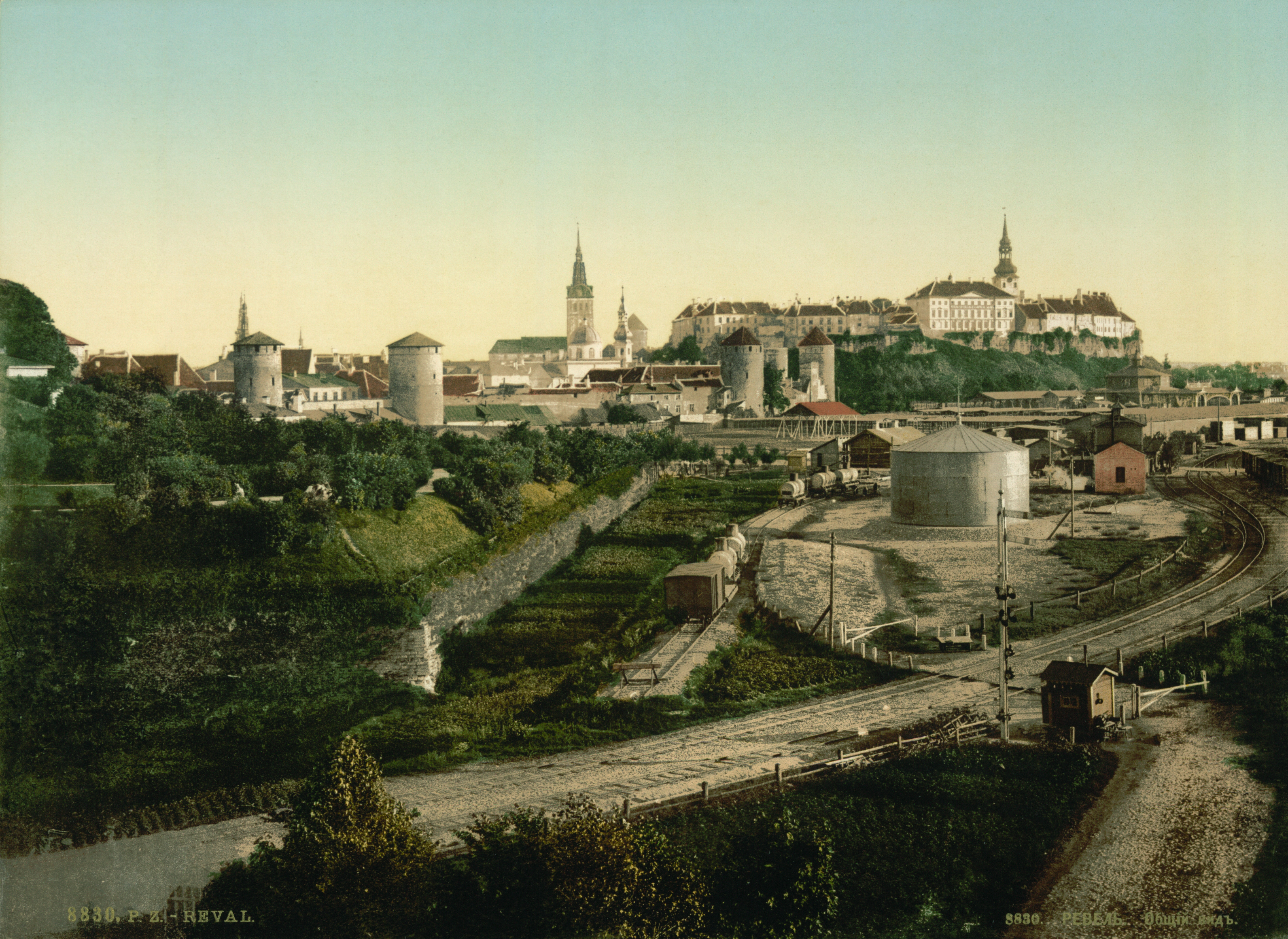
Une voie de chemin de fer près d'un château, similaire à celle qu'emprunte Link pour se rendre au château d'Hyrule.

L'histoire se déroule dans un petit village en périphérie du château d'Hyrule, le village Prokis, où habite Link, un jeune conducteur de train convié au château pour recevoir son diplôme officiel de conducteur des mains de la princesse Zelda. Cette dernière est inquiète pour l'avenir de son royaume, les voies ferrées qui parcourent Hyrule disparaissent peu à peu et Kimado, son ministre, l'effraie. Elle demande alors à Link de l'escorter à la Tour des Dieux, où réside l'un des sages ayant de grandes connaissances sur les voies ferrées d'Hyrule.
Ils y rencontrent Dame Bicelle, le sage en question, qui leur révèle que le ministre est un démon cherchant à ressusciter Mallard, le roi des démons, enfermé dans la Tour des Dieux. Aidé par Traucmahr, un Locomo déchu souhaitant obtenir plus de pouvoirs que les dieux, il est responsable de la disparition des voies ferrées, qui a pour but d'affaiblir les temples dispersés dans le continent et les empêcher d'apporter la puissance nécessaire à la Tour des Dieux pour retenir Mallard. Pour renaître, ce dernier a besoin d'une enveloppe corporelle puissante, celle de la princesse Zelda. À la suite d'une embuscade, Kimado utilise la magie noire pour séparer l'âme de Zelda de son corps.
Link se réveille dans le château d'Hyrule, où il est le seul à pouvoir apercevoir le spectre de la princesse. Cette dernière lui confie alors un artefact transmis au sein de la famille royale, la flûte de la Terre. Une flûte de pan qui permet de refermer les quatre sceaux présents dans les différentes contrées d'Hyrule, en agissant de concert avec les autres sages Locomos dispersés dans le royaume.
Une fois les voies sacrées restaurées, Link et Zelda gravissent la Tour des Dieux, où Traucmahr leur tend une embuscade. Malgré la défaite de ce dernier, les deux héros perdent trop de temps et ne peuvent empêcher la résurrection totale de Mallard. Son esprit occupe alors le corps de la princesse Zelda, et trahit Traucmahr, en apprenant son appartenance à la race Locomo. Alors que ce dernier réalise les erreurs qu'il a commises, Mallard et Kimado s'enfuient à bord d'un train fantôme.
Link et Zelda partent alors à la recherche d'un temple caché dans la contrée des sables, où se trouve une relique sacrée, l'arc de lumière, qui permettrait selon les légendes d'expulser l'âme de Mallard hors du corps de Zelda. Après avoir retrouvé cette relique, Dame Bicelle confie à Link l'épée Locomo, pour lui permettre de défaire Mallard et Kimado. Avant d'affronter Mallard, Zelda interroge Link sur ce qu'il souhaite faire après la guerre, s'il désire rester conducteur de train ou s'engager dans la garde royale, laissant le choix au joueur (celui-ci peut également choisir de ne rien répondre).
Link inflige une défaite à Mallard, encore présent dans le corps de Zelda, réussissant à détruire le train fantôme et à expulser l'âme de Mallard du corps de la princesse. Alors que le roi des démons tente de réinvestir le corps de Zelda, Traucmahr s'interpose, permettant à Zelda de rejoindre son corps au prix de la vie de Traucmahr. Mallard s'approprie alors le corps du ministre Kimado, prenant ainsi une forme semblable à celle d'un minotaure maléfique. Grâce à l'épée Locomo, l'arc de lumière et la magie de Zelda, Link et la princesse détruisent pour de bon l'âme de Mallard, ramenant la paix à Hyrule.
À la suite de cette bataille, les sages Locomos rejoignent les cieux, accompagnés de l'âme de Traucmahr, après son acte de rédemption. Durant la scène cinématique se déroulant pendant les crédits du jeu, une différence est observée selon la réponse du joueur à la question de Zelda sur le futur de Link.

## Système de jeu

### Généralités

Des rubis, devise utilisée dans le royaume d'Hyrule.

Comme la plupart des jeux The Legend of Zelda, Spirit Tracks est un jeu d'action-aventure centré sur l'exploration, la résolution d'énigmes et le combat, se déroulant dans un univers médiéval-fantastique. Il reprend quasiment à l'identique les graphismes de Phantom Hourglass, son prédécesseur,. De nombreuses innovations sont néanmoins présentes, procurant ainsi une expérience de jeu inédite.
La plus grande partie de l'action se déroule en vue du dessus, dans les donjons et les villages où le joueur contrôle Link, mais également en vue à la troisième personne, lors des phases de déplacement en train. Le jeu alterne ainsi entre phase de déplacement en train et phase d'exploration de donjon. Comme dans la plupart des jeux de la franchise, les ennemis une fois vaincus laissent derrière eux des potions de soin, ou des rubis, qui permettent au joueur d'acheter des armes ou des objets dans les différents magasins. Le joueur peut augmenter sa santé maximale en récupérant des réceptacles de cœur, qui peuvent être récupérés dans des coffres ou après avoir vaincu des boss.
L'écran tactile de la Nintendo DS est utilisé comme interface principale. Le joueur déplace Link avec le stylet et se sert de l'écran tactile pour contrôler les attaques de ce dernier. Par exemple, un trait rapide permet un coup d'épée, un cercle permet d'effectuer une attaque tournoyante, tandis que tapoter permet de faire une roulade. Les boutons de la Nintendo DS servent néanmoins à interagir avec l'interface, et des raccourcis peuvent être associés à chaque direction de la croix directionnelle permettant d'accéder aux objets, ou à la carte, bien que le jeu reste jouable uniquement au stylet.
Le joueur possède un vaste arsenal qui lui permet de résoudre les énigmes des donjons et vaincre les boss. Si la plupart, comme l'épée de légende, le bouclier, le boomerang, l'arc ou les bombes,, sont présents dans tous les opus de la saga, certains objets en possession de Link sont inédits dans la série, comme la baguette des sables, qui lui donne le pouvoir de contrôler le sable, le fouet qui agit de manière similaire au grappin, mais permet également au joueur d'étourdir ses ennemis, ou l'hélice des bourrasques, qui octroie à Link le pouvoir de manipuler le vent en soufflant dans le micro de la console, agissant de manière similaire à la feuille Mojo présente dans Wind Waker,.

### Reprise du concept dePhantom Hourglass

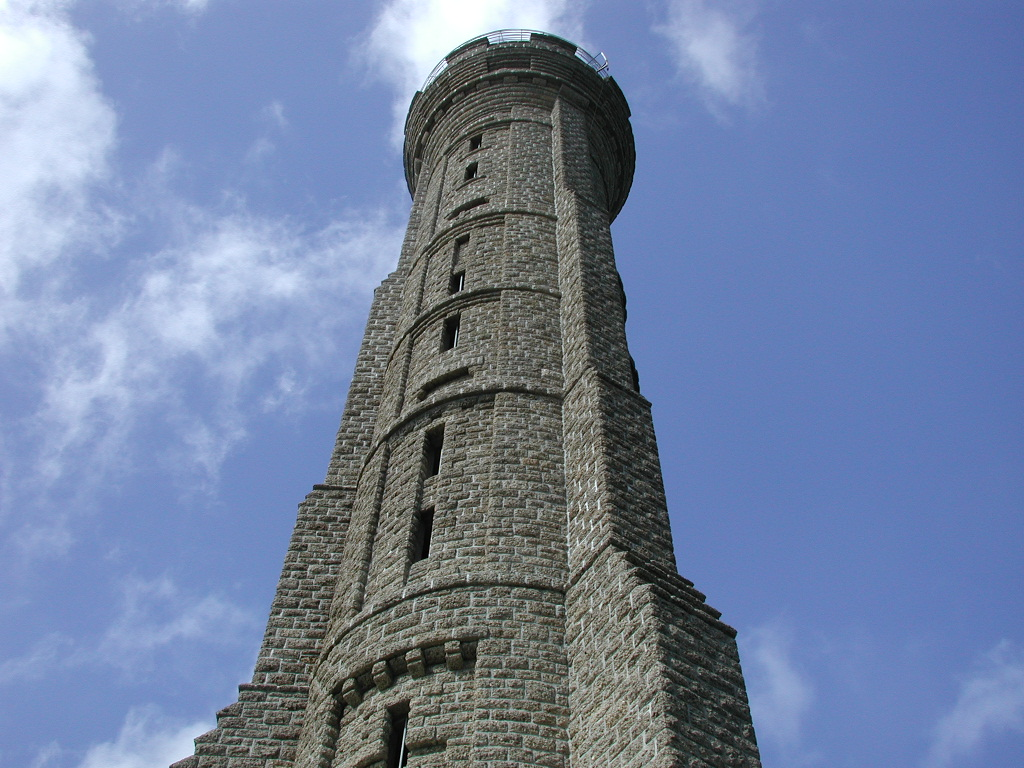
Une tour d'inspiration médiévale, semblable à la Tour des Dieux, donjon principal de l'aventure de Spirit Tracks.

En plus de réutiliser le moteur graphique de son prédécesseur Phantom Hourglass, Spirit Tracks reprend également une grande partie de son gameplay. Les contrôles sont similaires et le joueur peut aussi annoter la carte présente sur l'écran tactile selon son bon vouloir,. Certains éléments de l'arsenal de Link, comme le boomerang, l'arc ou les bombes, s'utilisent de la même manière, grâce à l'écran tactile, ce qui permet au joueur d'avoir une trajectoire plus précise,.
Tout comme dans Phantom Hourglass, le joueur doit retourner à un donjon central, dont les étages se débloquent au fur et à mesure de l'aventure. Dans Phantom Hourglass, il s'agit du Temple du Roi des Mers, dans Spirit Tracks, c'est la Tour des Dieux. Chaque visite permet au joueur de s'aventurer plus profondément dans le donjon, jusqu'à la confrontation finale au sommet. Le monde est, lui aussi divisé en quatre zones distinctes, que le joueur explore entre les différents allers-retours à la Tour des Dieux. À chaque passage dans la Tour des Dieux, Link débloque l'accès à l'une des zones de la carte. Néanmoins, certaines améliorations ont été apportées à cette mécanique de jeu, notamment par une suppression du chronomètre, qui limitait le joueur ou en instaurant un système de téléportation et d'escaliers au fur et à mesure dans la Tour des Dieux, ne forçant pas le joueur à reparcourir les étages déjà traversés pour parvenir à la suite de la tour.
Plusieurs personnages issus de Phantom Hourglass font également leur retour, comme Terry, le marchand ambulant, dans un rôle similaire, ou Linebeck III, petit-fils du capitaine ayant aidé à sauver Tetra dans cet épisode.

### Nouveautés apportées augameplay

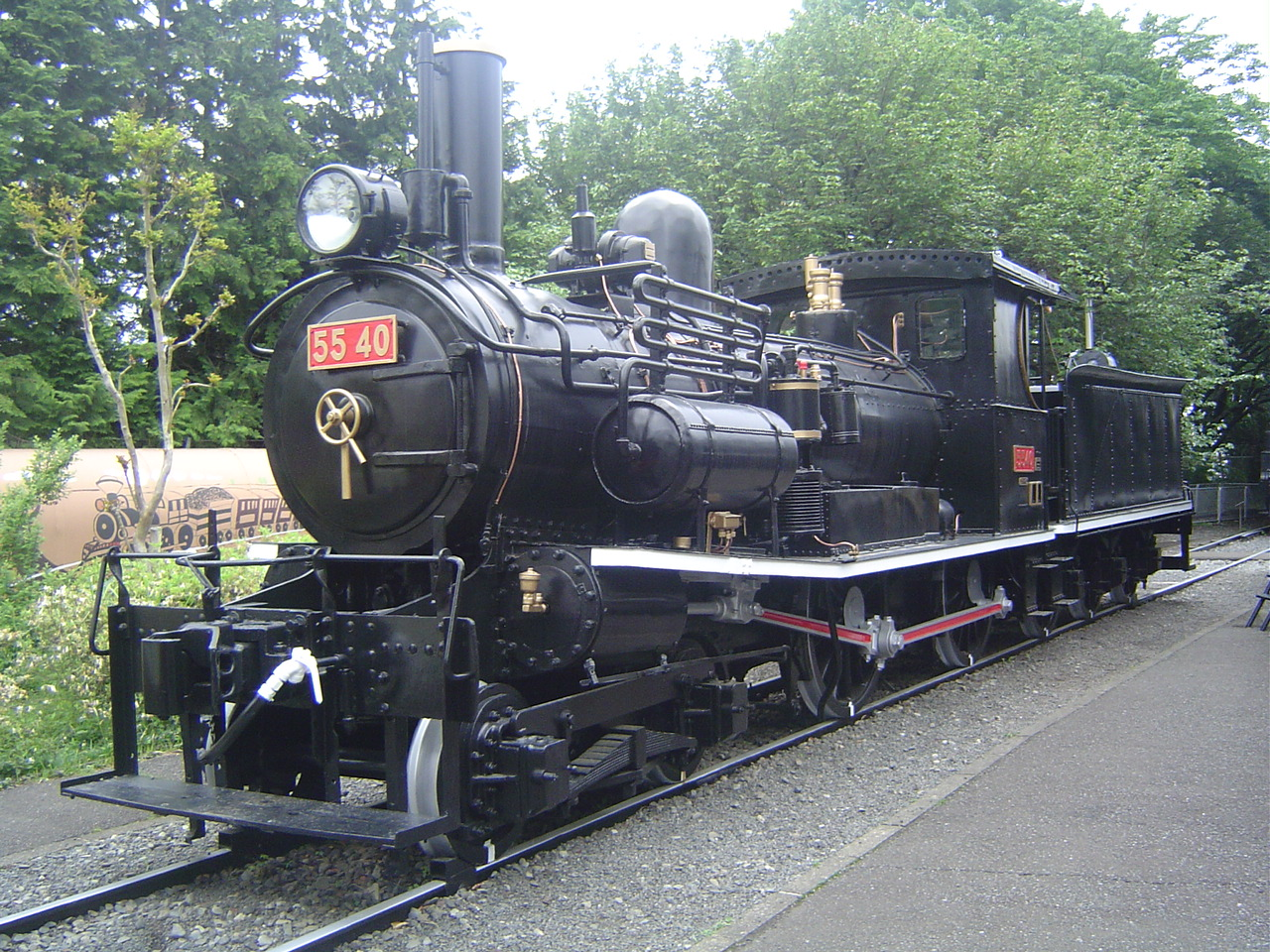
Une locomotive à vapeur, semblable à celle utilisée par Link pour se déplacer à travers les plaines d'Hyrule.

La principale nouveauté apportée à Spirit Tracks est le mode de déplacement, la locomotive à vapeur. Nécessaire au joueur pour se déplacer d'un village à l'autre, elle est équipée d'un canon pour se défendre des agressions extérieures, d'une cabine passager, d'un chariot de marchandises. Plusieurs accessoires peuvent également être ajoutés, comme un filet à lapin. Pour accélérer les déplacements, plusieurs portails spatio-temporels sont disposés sur les voies sacrées, qui permettent au joueur de se téléporter à des points précis entre les différentes contrées. Le joueur peut utiliser son canon pour modifier l'aiguillage des voies, et ainsi éviter des locomotives ennemies circulant également sur le réseau. Plusieurs panneaux de signalisation sont présents le long des voies sacrées, indiquant au joueur des zones de ralentissement ou des endroits où il faut s'arrêter.
Plusieurs quêtes annexes impliquent aussi l'usage de la locomotive. Le joueur doit ainsi escorter des personnages non-joueurs d'une gare à l'autre, capturer des lapins, ou bien des marchandises en un temps limité. Le joueur doit alors adapter sa conduite, en évitant au maximum les collisions, modifier sa vitesse selon les limitations en vigueur, utiliser son sifflet pour faire fuir des animaux endormis sur la voie ou ralentir à l'entrée en gare pour éviter un arrêt trop brusque. Grâce à ces quêtes annexes, le joueur peut gagner des trésors, qu'il peut revendre contre des rubis, des réceptacles de cœur augmentant ses points de vie ou des nouvelles pièces de trains,.

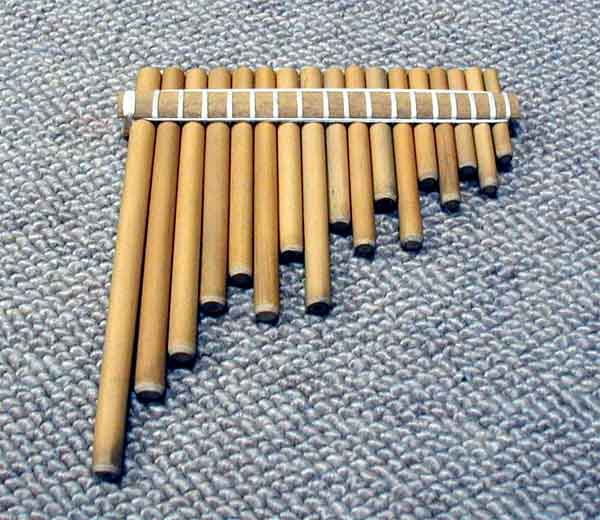
Une flûte de pan en bois, similaire à la Flûte de la Terre utilisée par Link dans l'aventure.

La coopération inédite entre Link et Zelda dans cet opus, même si elle n'affranchit pas totalement Zelda de son rôle de demoiselle en détresse, permet de nouvelles mécaniques de jeu, inexplorées alors dans la saga. La princesse peut en effet prendre le contrôle d'armures enchantées, une fois libérées de leur emprise maléfique par un coup d'épée de Link. Une fois dans une armure spectrale, le joueur peut contrôler Zelda, et définir ses déplacements grâce à l'écran tactile. Selon le type de spectre contrôlé par Zelda, le joueur peut alors résoudre des énigmes supplémentaires. Link peut ainsi chevaucher le spectre contrôlé par Zelda pour traverser des obstacles de lave, tandis qu'un spectre doté d'une épée de feu éclaire une salle plongée dans les ténèbres.
Parmi les principales nouveautés ajoutées, figure un nouvel objet, à l'origine de nouvelles mécaniques de jeu. Link a en effet à sa disposition la Flûte de la Terre, un instrument ressemblant à une flûte de pan, qui lui permet de jouer plusieurs mélodies. Pour ce faire, le joueur doit souffler dans le micro de la console selon un rythme défini par le jeu, en déplaçant la flûte sur l'écran tactile avec le stylet pour changer de note. Les mélodies peuvent être utilisées dans les donjons, pour regagner de la santé, révéler des coffres aux trésors ou activer des interrupteurs, ou lors de duo avec les sages Locomos, pour restaurer les voies sacrées d'Hyrule.
Parmi les autres nouveautés, Link bénéficie d'un carnet de voyage, qu'il peut compléter à chaque village grâce à des tampons situés dans les différentes contrées, et un mode de jeu appelé « Assaut incessant », dans lequel le joueur affronte des salles remplies d'ennemis sans possibilité de se soigner. Le joueur peut également y affronter à nouveau les boss rencontrés lors de l'aventure.

### Mode multijoueur
Spirit Tracks propose également un mode multijoueur. Disponible uniquement en local, alors que celui de Phantom Hourglass est jouable en Wi-Fi, ce mode permet néanmoins à quatre joueurs de participer grâce à une seule cartouche, par le biais du mode téléchargement de la Nintendo DS,. Chaque joueur incarne un Link différent, et tous s'affrontent dans une arène pour récolter le plus de gemmes de forces dans un temps limité, proche du style du jeu Bomberman. Il existe six arènes différentes dans lesquelles les joueurs peuvent se mesurer les uns aux autres. Ceux-ci ont également accès à des objets, comme des bombes, pour incapaciter les autres joueurs, alors que des spectres rôdent dans les arènes, pour voler les gemmes de force récoltées.

## Développement

### Genèse du projet, équipe et concept

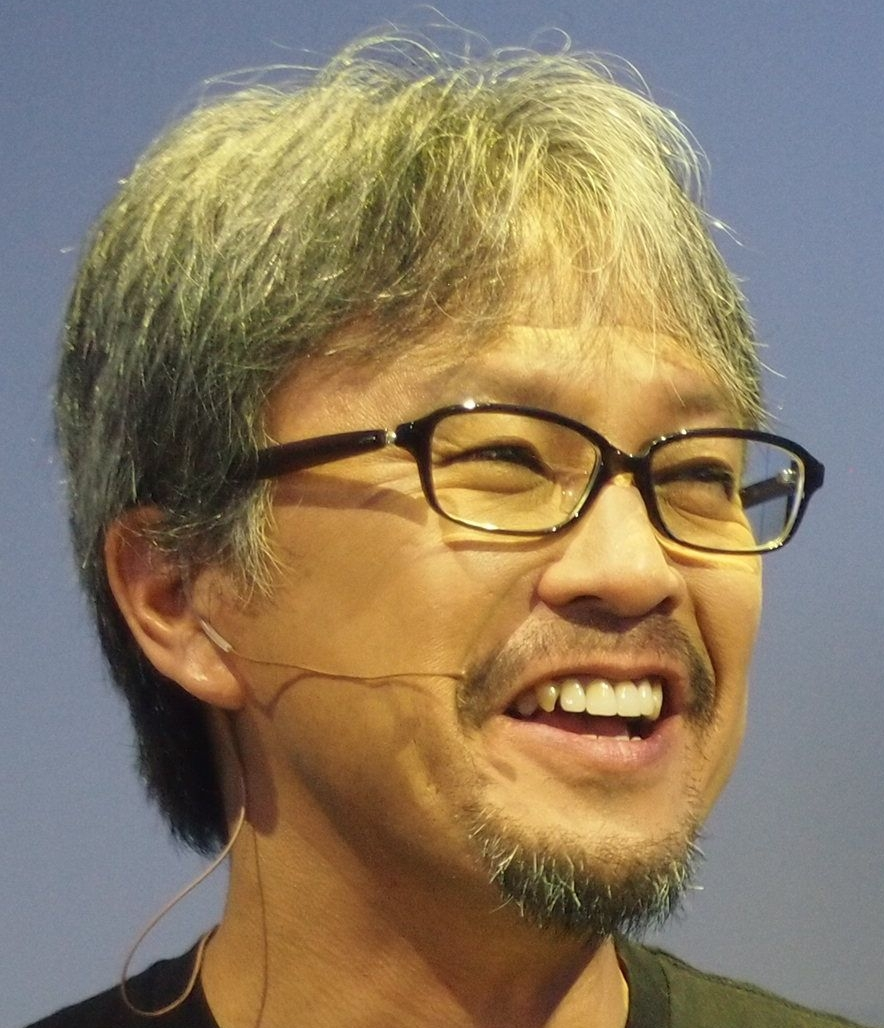
Eiji Aonuma, producteur du jeu The Legend of Zelda: Spirit Tracks, en 2013.

Le développement de Spirit Tracks débute en 2007, juste après la sortie de Phantom Hourglass, le jeu précédent, et en parallèle de Skyward Sword. L'objectif de l'équipe d'Eiji Aonuma est de créer une expérience de jeu combinant l'héritage graphique de The Wind Waker et de l'utilisation des capacités de la Nintendo DS, comme son écran tactile, déjà ébauchée dans le précédent opus. Une grande partie de l'équipe ayant travaillé sur Phantom Hourglass revient sur le projet. Daiki Iwamoto et Eiji Aonuma, habituel réalisateur des jeux de la franchise, reprennent leur rôle de réalisateur et producteur. De plus, plus de la moitié de l'équipe est reconduite. Iwamoto a également participé à la conception d'Ocarina of Time et de Four Swords Aventures. Il est absent du projet The Wind Waker, mais Phantom Hourglass est le premier opus de la saga Zelda qu'il dirige en intégralité. Toshiki Nakago, programmeur sur les jeux The Legend of Zelda et A Link to the Past, avant d'endosser le rôle de superviseur de la partie programmation sur Ocarina of Time et les jeux futurs, occupe le poste d'encadrant.
Aonuma souhaite s'inspirer du développement de Majora's Mask, créé rapidement après Ocarina of Time, profitant du même moteur de jeu. En effet, cet épisode est développé en un peu plus d'un an. Spirit Tracks est lui développé en deux ans. Dans les deux cas, l'équipe de développement ayant fini le premier opus a l'impression d'avoir poussé au maximum les capacités de la console, mais une suite est tout de même mise en chantier, afin de profiter des modèles 3D des personnages et du moteur de jeu déjà créés. Pour Aonuma, l'une des autres similarités entre les jeux est la nécessité de se rappeler d'où sont situés plusieurs objets ou personnages à travers la carte du monde, afin d'éviter la disparition des voies sacrées dans un cas, la fin du monde dans l'autre, bien que la Nintendo DS soit plus adaptée, notamment grâce à la possibilité d'annoter la carte.
L'un des titres envisagés durant du développement est The Legend of Zelda: Pan Flute of the (something). L'équipe ne peut se mettre d'accord pour remplacer « something » (« quelque chose » en anglais) à la fin du titre et s'accorde sur le fait que la Flûte de la Terre n'est pas le sujet principal du jeu, si bien que ce titre est abandonné. Si le titre international de Spirit Tracks est alors décidé rapidement, le titre japonais reste difficile à trouver, les développeurs souhaitant éviter de créer la confusion avec un titre évoquant un train hanté. Après de longues réflexions, le titre définitif japonais est arrêté, l'équipe choisit Zeruda no densetsu: Daichi no Kiteki, dont le sous-titre est une expression japonaise qui peut être traduite par « Sifflet du train parcourant le vaste monde ». Le créateur de la franchise Zelda Shigeru Miyamoto, donne son aval, mais est par ailleurs très peu impliqué dans la création de ce jeu car occupé dans le développement de New Super Mario Bros. Wii,. Takashi Tezuka, grande figure de l'histoire de la franchise, est lui aussi absent du projet, mais, à l'instar de Toshihiko Nakago, teste le jeu tout au long de son développement, et conseille ainsi l'équipe,. Il déclare lors de ses tests « ressentir l'enthousiasme des développeurs lorsque l'on joue à Spirit Tracks ».

### Changements apportés au système de jeu
| Homme d'origine japonaise, portant des lunettes et souriant. Il n'a plus beaucoup de cheveux. |  | Homme d'origine japonaise aux cheveux gris. |
| Takashi Tezuka (à gauche) et Shigeru Miyamoto (à droite), les deux créateurs de la série The Legend of Zelda, en 2015. S'ils ne sont pas impliqués directement dans le développement de Spirit Tracks, ils endossent le rôle de testeur lors de la finalisation de la conception du jeu. |  |                                             |

En observant les spectres, gardiens du Temple du Roi des Mers de Phantom Hourglass et d'autres mini-jeux de cet opus, l'équipe voit un potentiel de gameplay et axe le développement du jeu autour de cette mécanique de contrôle d'un gardien tôt dans le processus de création, pour en faire l'une des nouveautés phare du jeu.
Certains changements sont également apportés aux mécaniques de jeu héritées de Phantom Hourglass, comme la roulade, à l'origine effectuée grâce au dessin d'une spirale avec le stylet dans un coin de l'écran. Jugée peu intuitive, elle est désormais effectuée en tapotant avec le stylet à deux reprises dans la direction où le joueur souhaite rouler. Au détriment de l'exploration, ce sont principalement des nouveautés de gameplay qui sont recherchées par l'équipe de développement, qui souhaite utiliser au maximum les capacités de la Nintendo DS.
De plus, pour accentuer la différenciation avec les deux opus précédents (The Wind Waker et Phantom Hourglass), Iwamoto décide de s'affranchir du bateau pour choisir les voies de chemin de fer. L'idée du train provient d'un livre pour enfant japonais, l'un des préférés du fils d'Aonuma. Au début du développement, l'idée que le joueur puisse lui-même disposer les rails avec le stylet pour se rendre où il le souhaite est envisagée. Mais cette option est abandonnée, car les développeurs ne voient pas comment empêcher le joueur d'aller à certains endroits, ou le forcer à aller à d'autres. L'excès de liberté inquiète également les développeurs dans l'optique de mettre en place une histoire cohérente, ils pensent que les joueurs ont besoin d'un but pour savoir se diriger. La possibilité de revenir en arrière est alors ajoutée, pour faciliter le déplacement des joueurs sur les voies ferrées. Pour conserver l'idée de laisser le joueur juxtaposer les rails, l'équipe propose alors la disparition des voies ferrées en raison d'une malédiction, laissant ainsi au joueur l'obligation de les ranimer. Cette idée est alors adoptée. Les problématiques de conception liées aux rails et tous les ajustements nécessaires pour mettre en place un concept cohérent poussent même Aonuma à qualifier à ce moment-là le choix du thème ferroviaire de « cauchemar ». Le train est également choisi par Daiki Iwamoto pour élargir les possibilités de gameplay, en alternant les passages où le joueur se déplace librement dans les villages ou les donjons et les phases de déplacement en véhicules. Différents styles de jeu sont ainsi proposés au joueur.
Cependant, l'idée d'un train divise l'équipe, certains membres estimant que cela ne correspond pas à l'esprit de la saga. Néanmoins, le directeur Iwamoto réussit à convaincre le reste de l'équipe de développeurs de garder cette idée. Certains membres de l'équipe se prennent au jeu, et deviennent des amateurs de trains après le développement de cet opus.
Les énigmes du jeu sont créées par des programmeurs, plutôt que par les concepteurs de jeux habituels. Ceci a pour effet de donner naissance à des énigmes inédites dans la franchise, comme certaines reposant sur des notions scientifiques,. L'utilisation constante de la princesse Zelda pour résoudre les énigmes force le joueur à réfléchir sur plusieurs fronts. Bien que cela ne soit pas la première fois que le joueur puisse contrôler un autre personnage dans la série Zelda, les mécaniques de contrôles et de coopération associées à la princesse sont plus « approfondies et autonomes »,. Le joueur déplace les spectres contrôlés par la princesse grâce à l'écran tactile, en traçant le chemin qu'il souhaite lui faire prendre. Plusieurs ajouts sont également réalisés à l'attention du public féminin, qui avait beaucoup apprécié l'opus précédent.
Des modifications sont également apportées au mode multijoueur. Celui du précédent jeu a été jugé trop dur par les joueurs, malgré les mécaniques de gameplay très développées. Les développeurs axent alors plutôt ce nouveau mode vers l'action et la compétition, en s'inspirant notamment des jeux de la série Mario Kart, et rajoutent des objets permettant à l'un des quatre joueurs de faire une remontée dans le classement. Ces options multijoueurs sont ajoutées aux deux jeux de la franchise sur Nintendo DS après l'engouement particulier de Shigeru Miyamoto pour le seul jeu de la franchise exclusivement multijoueur : The Legend of Zelda: Four Swords.
Afin de donner à chaque joueur une impression d'aventure unique, des trésors, échangeables contre des pièces de train dans le jeu et dont la fonction est uniquement cosmétique, peuvent être récoltés aléatoirement. Les joueurs n'ont ainsi pas accès aux mêmes pièces de train aux mêmes endroits du jeu selon les trésors récoltés.

### Graphismes, conception des lieux et des personnages
Spirit Tracks affiche des visuels en cel-shading, à l'instar de The Legend of Zelda: The Wind Waker ou de Phantom Hourglass, sous la volonté d'Aonuma, car selon lui, ce choix permet de proposer au joueur la meilleure expérience possible, en fonction des capacités de la console. En effet, pour lui, un style graphique plus réaliste, comme celui utilisé dans Twilight Princess aurait conduit à des problèmes de visibilité ou de proportions entre Link, les bâtiments et les objets, pour faire rentrer le tout sur l'écran de la Nintendo DS. Le style cartoon permet de contourner ce problème. Une cohérence graphique est ainsi conservée, ce qui permet de grandes variations d'échelles. Aonuma confirme également dans une interview accordée à IG Magazine que ce parti pris au niveau des visuels n'est pas motivé par un choix marketing.
Pour le designer graphique Yoshiki Haruana, le design du nouveau royaume d'Hyrule résulte du travail de plusieurs artistes, dont Koji Takahashi, responsable de la direction artistique d'Animal Crossing: New Leaf et Seita Inoue, directeur artistique du jeu Splatoon. Impliqués dans la conception des trains, des différentes contrées, des donjons ou des peuples, ils sont à l'origine des apparences des différentes races, notamment celle des Skimos, vivant dans la contrée des neiges, et qui possède de fortes ressemblances avec les habitants des jeux de la série Animal Crossing.
Afin de se différencier de l'épisode précédent, Iwamoto décide de ne pas faire revenir Tetra, au profit d'un autre personnage secondaire pour accompagner Link dans son aventure. Néanmoins, le jeu s'appelant The Legend of Zelda, Iwamoto décide rapidement d'utiliser la princesse Zelda pour en faire son compagnon de voyage. Elle devient ainsi pour la première fois de la saga une partie intégrante du gameplay. De plus, les développeurs du jeu décident d'aller à contre-courant des attentes des joueurs concernant ce personnage, lui donnant un caractère plus enfantin, proche des filles de son âge plutôt qu'un caractère royal, mais également plus affirmé. Ce changement de personnalité de la princesse est effectué en réponse à un sondage réalisé aux États-Unis sur la popularité des personnages de la franchise Zelda. Dans ce sondage, Sheik ou Tetra bénéficient d'un classement élevé, ce que les sondés justifient par leur caractère indépendant. Une personnalité plus forte est ainsi donnée à la princesse Zelda de Spirit Tracks, afin de satisfaire les joueurs.
Link porte un uniforme pour la première fois dans la franchise, celui d'apprenti conducteur de train. De nombreux croquis préparatoires sont réalisés pour choisir le design final du personnage. Différents habits sont ainsi envisagés puis écartés, car jugés trop simplistes ou trop cérémonieux. Le design final retenu est une tenue bleu marine aux manches retroussées avec un chapeau rouge, et un col légèrement ouvert, donnant une apparence légèrement rebelle à Link, alors que seul son chapeau lui donne un air sérieux.

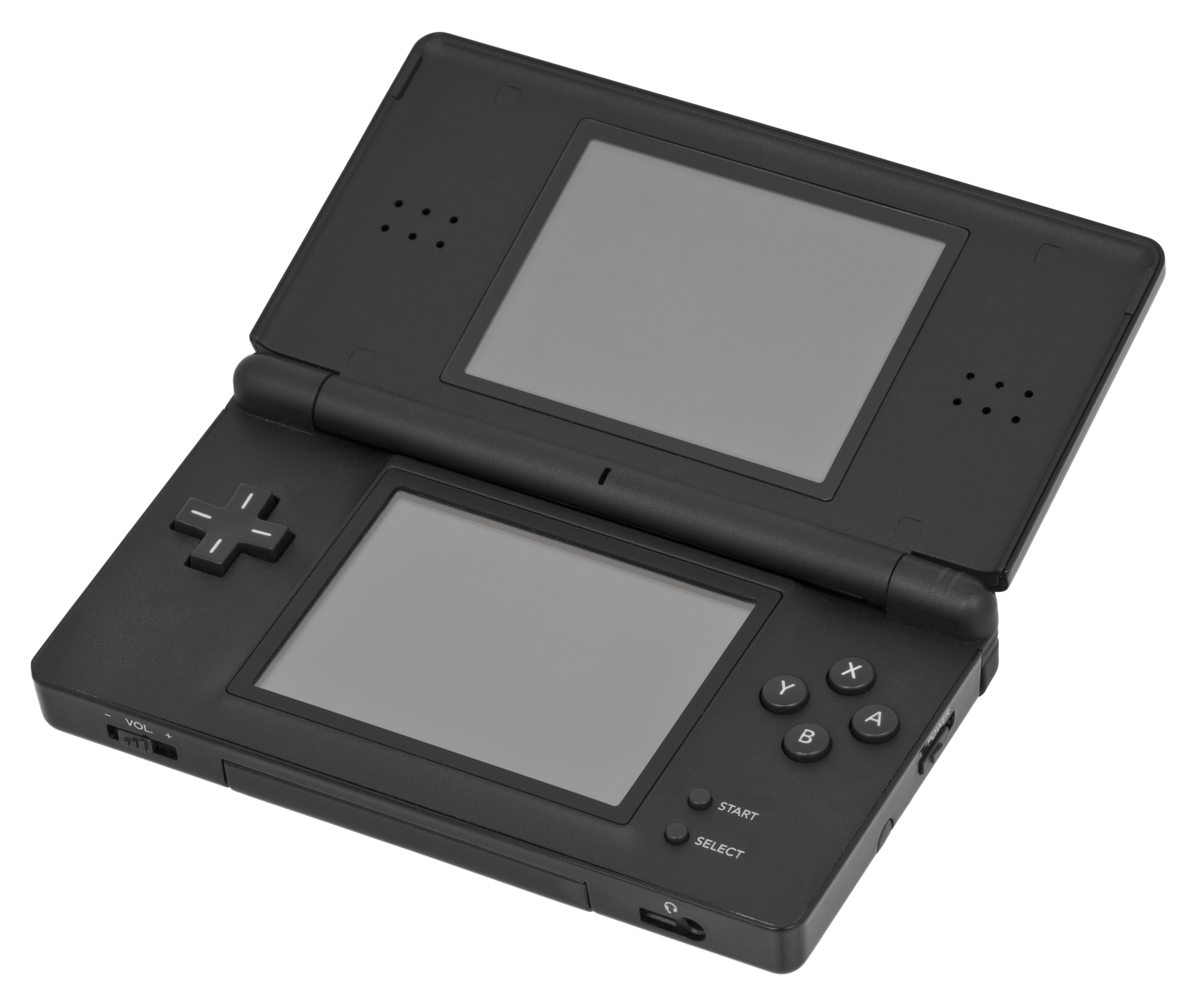
Une Nintendo DS, console sur laquelle le jeu The Legend of Zelda: Spirit Tracks est sorti.

Beaucoup de soin est également apporté à la conception des ennemis principaux du jeu, Kimado, Traucmahr et le roi démon Mallard. Si Kimado a dès les premiers croquis ses caractéristiques principales, comme sa petite taille, Traucmahr passe par plusieurs redesigns, allant d'animal anthropomorphe à créature semblable à un troll, avant que son aspect final soit adopté, celui d'un Hylien déchu portant une épée et des cheveux longs, semblable à un ninja au bras métallique,. Daiki Iwamoto déclare à ce sujet : « Nous souhaitions que les ennemis aient de la personnalité : Traucmahr est un mauvais garçon, mais très cool, alors que le ministre est le véritable méchant qui l'utilise à ses fins. Nous avons voulu souligner la force du premier et la lâcheté du second ».
Pour les personnages secondaires, le réalisateur Daiki Iwamoto insiste pour faire revenir Linebeck, le capitaine du bateau accompagnant Link dans Phantom Hourglass. En effet, c'est l'un de ses personnages favoris du jeu précédent, et s'arrange ainsi pour faire apparaître son descendant, Linebeck IIIe du nom, dans un petit rôle de commerçant,.
De nombreux croquis sont réalisés pour établir le design de la locomotive utilisée par Link. Afin d'accentuer l'absence de lien avec la Triforce dans le scénario, l'équipe décide de mettre un triangle inversé sur la locomotive. De nombreux styles de locomotives sont également dessinés, certains apparaissant sous forme d'habillage pour le train du joueur. Parmi ces différents types de train, on retrouve un style doré, un train constitué de desserts, une locomotive squelettique, une autre en acier, ou même d'un style oriental. Chacun des huit styles différents possède quatre wagons, décorés selon le thème du train. Ainsi, la locomotive du train squelettique est un crâne, et les roues du train fait de desserts sont des kumquats confits. D'autres prototypes, qui ne sont pas inclus dans le jeu, proposaient un train inspiré d'une charrette, d'un bateau ou même du personnage de Tingle.
La Tour des Dieux, donjon principal du jeu, fait également l'objet de beaucoup d'attention. Elle est conçue pour pouvoir être visible depuis n'importe où dans le jeu. Avant d'obtenir son design définitif, l'équipe artistique envisage celui d'une tour médiévale où chaque étage correspond à l'un des éléments du sage de la contrée correspondante, des tours à base d'engrenages, de rails et de roues pour rappeler l'apparence d'un train.

### Fin de processus et présentation
The Legend of Zelda: Spirit Tracks est annoncé par Satoru Iwata lors de la Game Developers Conference du 25 mars 2009,. Présenté comme une suite de Phantom Hourglass, Iwata annonce également les principales mécaniques du jeu, le déplacement en train et la coopération avec le spectre,.
Durant les trois derniers mois de développement, Eiji Aonuma s'implique plus directement dans le développement du jeu, pour les modifications finales, comme l'ajout de l'ascension de la Tour des Dieux par l'escalier en colimaçon, initialement absente.
Le jeu est présenté lors de l'E3 2009, où la presse spécialisée l'apprécie, notamment le site IGN qui lui décerne plusieurs prix,. Lors de la première édition de la Gamescom fin août 2009, Spirit Tracks est également présenté avant sa commercialisation et est désigné « meilleur jeu sur Nintendo DS ».

## Bande-son

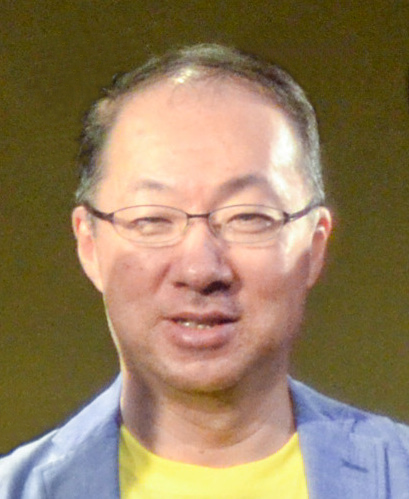
Koji Kondo, compositeur principal de la série The Legend of Zelda, et responsable de l'arrangement musical du thème de fin, ici en 2015.

La musique de Spirit Tracks est composée par plusieurs artistes, dont Toru Minegishi, un membre de l'équipe de création sonore de la division Nintendo EAD. Vétéran de la saga The Legend of Zelda, ses premières compositions pour la série sont trois thèmes de bataille pour Majora's Mask, où il épaule Koji Kondo, compositeur historique de la saga,. En 2006, il devient compositeur principal de Twilight Princess, puis de Phantom Hourglass, avant de composer la bande-son de Spirit Tracks. En plus de son travail sur la série Zelda, Toru Minegishi a également participé à la composition musicale d'autres titres Nintendo, comme Pokémon Stadium ou Animal Crossing.
Parmi les autres compositeurs, figurent Manaka Kataoka et Asuka Ota,. Cette dernière, malgré une arrivée plus récente chez Nintendo en 2004, s'est déjà faite remarquer pour ses compositions sur des titres comme Animal Crossing: Wild World, New Super Mario Bros. ou Super Smash Bros. Brawl. Au sein de la série Zelda, elle a composé pour le jeu Four Swords Aventures, et pour Twilight Princess. Manaka Kataoka, dont c'est la première contribution à la franchise, a auparavant composé la musique d'Animal Crossing: Let's Go to the City ou celle de Wii Fit.
Koji Kondo, compositeur du thème principal de la série, qui est d'ailleurs réutilisé dans cet opus, participe également à la création musicale dans cet épisode, notamment pour le thème de fin.
Toru Minegishi a intégré des airs de flûtes de Pan dans le thème utilisé lorsque Link conduit son train, le bruit du sifflet de la locomotive lui rappelant une mélodie de cet instrument. Ceci permet ainsi de conserver une cohérence avec d'autres jeux de la franchise comme The Wind Waker, qui possède aussi des sonorités axées autour des instruments à vent. L'équipe sonore a écrit des musiques qui changent selon l'action, selon les déplacements du joueur ou selon la vitesse du train. En effet, la musique accélère et ralentit au rythme du train. Une mélodie exclusive se lance également si le joueur utilise le sifflet du train de manière synchronisée au rythme de la musique. De plus, pour rappeler le lien qui relie Link au royaume d'Hyrule, le thème des plaines d'Hyrule, présent dans plusieurs opus de la saga, est utilisé lors des combats opposant Link à son double fantomatique.
Les bruits effectués par les spectres une fois touchés par Link, semblables à des râles ou des complaintes, sont réalisés par les membres de l'équipe de développement, qui estiment par ce biais « canaliser ainsi leurs propres frustrations accumulées lors du développement du jeu ».
Seuls trois personnages possèdent des voix dans le jeu, Link, Zelda, et Linebeck III, malgré son rôle mineur dans l'aventure. Comme à l'accoutumée, ceux-ci ne produisent que des grognements et des cris. Link est doublé par Yuuki Kodaira, alors que la princesse Zelda est interprétée par Akane Ōmae.

## Analyse

### Adaptation du voyage du héros

Une représentation schématique des principales étapes du voyage du héros.

Comme beaucoup d’œuvres de fiction, à l'instar de Star Wars, le voyage de Link dans Spirit Tracks suit le concept du monomythe, ou du voyage du héros, tel que décrit par Joseph Campbell dans son livre Le Héros aux mille et un visages. Inspiré par les travaux de Carl Gustav Jung et décrit dans les années 1940, il présente un modèle de récit récurrent répété dans tous les mythes existants, une structure universelle du récit héroïque utilisé dans la grande majorité des mythes à travers l'histoire et le monde. Ce voyage du héros est divisé en plusieurs actes.
Le premier de ces actes est le départ du monde ordinaire. La première étape est le départ à l'aventure, ici représenté par le récit de Papy Nico à Link. La rencontre avec un mentor, symbolisé ici par la rencontre avec Gasto, ouvre Link au monde extérieur, qui conduit ensuite au passage du seuil, vers un monde inconnu, représenté par la découverte du peuple Locomo avec la princesse Zelda à la tour des Dieux.
Le second acte débute alors, avec l'entrée de Link dans ce monde inconnu pour lui, dans lequel il ne peut plus faire demi-tour. Lors de différentes épreuves, il rencontre alors des alliés et des ennemis dans ce nouveau monde qu'il découvre au fur et à mesure, le royaume d'Hyrule, sur sa locomotive. Il affronte la mort à plusieurs reprises contre les différents boss du jeu, avant d'obtenir l'objet de sa quête, l'épée Locomo, qui lui permet ainsi de vaincre le roi Démon Mallard. Il retourne alors dans son monde, utilisant l'objet de sa quête pour l'améliorer, donnant ainsi un sens à l'aventure, ici la restauration des voies sacrées et de la paix en Hyrule, en plus du sauvetage de Zelda.
Ce modèle d'aventure, tel que décrit par Joseph Campbell, se retrouve dans tous les jeux de la franchise Zelda. Il contribue grandement à l'identification entre le joueur et son avatar dans le jeu. Le monde ordinaire, que le joueur hésite à quitter, permet d'accentuer ce transfert du joueur sur Link, le héros. Grâce à cette projection, l'expérience vécue par le héros est également vécue par le joueur. Link, comme son nom l'indique, fait ainsi le lien entre le joueur et l'aventure.
Eiji Aonuma confirme que chaque jeu Zelda est un voyage initiatique, qui permet à Link et au joueur d'apprendre et de grandir à mesure qu'il approche de la fin du jeu.

### Passage à l'âge adulte
The Legend of Zelda: Spirit Tracks se déroule 100 ans après The Wind Waker, jeu à la fin duquel le roi d'Hyrule laisse sa place aux enfants. Pour les journalistes d'IG Magazine, ceci représente une célébration de la potentialité de la jeunesse. Spirit Tracks commence d'ailleurs par une cérémonie de passage à l'âge adulte, la cérémonie de remise des diplômes des conducteurs de train.

## Commercialisation
The Legend of Zelda: Spirit Tracks sort en Amérique du Nord le 7 décembre 2009,, tandis qu'en France, le jeu est rendu disponible à l'achat le 11 décembre 2009. Pour supporter la commercialisation française, une vaste campagne de publicité est lancée pour faire de ce Zelda un « succès sur la durée ». Les joueurs français qui précommandent le jeu avant le 8 novembre 2009 se voient également offrir deux figurines, l'une représentant Link et l'autre représentant un Spectre contrôlé par Zelda,. Aux États-Unis, une publicité américaine montre un joueur dans un métro se transformant en locomotive, ressemblant à celle présente dans le jeu, rappelant la publicité américaine pour le jeu A Link to the Past.
La sortie nippone est elle plus tardive, le 23 décembre 2009, et les joueurs japonais bénéficient ainsi d'une version de démonstration exclusive afin de patienter pendant l'attente. Les joueurs japonais ont eu la possibilité d'acheter un stylet en forme de plume, la même que celle utilisée par Link dans le jeu pour annoter sa carte,.
Le 13 novembre 2015, Spirit Tracks est réédité sur la console virtuelle de la Wii U,,. Au Japon, cette réédition est rendue disponible l'été suivant, le 9 août 2016, tandis qu'aux États-Unis, elle sort le 20 octobre 2016.

## Accueil

### Critiques de la version originale
The Legend of Zelda: Spirit Tracks suscite un certain intérêt de la part de la presse spécialisée avant sa sortie, comme tous les jeux de la franchise,. Lors de sa sortie, le jeu est très bien accueilli par la presse spécialisée, qui émet des critiques positives sur l'amélioration du gameplay et des graphismes de son prédécesseur, ainsi que sur sa bande-son. Certains bémols sont émis, comme une durée de vie jugée un peu courte, malgré les quêtes annexes. En mars 2019, le jeu obtient une moyenne de notes de 86,92 % sur GameRankings sur la base de 55 critiques et de 87 % sur Metacritic sur la base de 75 critiques,.
Pour le site 1UP.com, les énigmes présentées dans Spirit Tracks sont parmi « les plus compliquées de la saga », rendant l'expérience de jeu « stimulante et satisfaisante ». Le journaliste Adam Boult, du Guardian, félicite l'ajout des fonctions faisant appel au micro de la console, jugées « réactives ». Pour Gamekult, site français spécialisé, l'addition du train est l'un des plus gros points forts du jeu, tout comme la coopération avec la princesse Zelda. Pour Randolph Ramsay, journaliste chez GameSpot, le design des donjons est l'une des principales réussites, couplé à des batailles contre des boss jugées « innovantes ». JeuxActu félicite le gameplay du jeu, applaudissant une « réalisation splendide, une prise en main impeccable, ainsi que de vraies bonnes énigmes ». Ben Kuchera, journaliste chez Ars Technica, vante l'utilisation de l'écran tactile dans la réalisation des énigmes, ainsi que l'ajout du train, qu'il estime « très fun ». De manière similaire, GamesRadar+ apprécie les contrôles « très intuitifs » du stylet, ainsi que les batailles « épiques contre les boss ».
La journaliste de Jeuxvideo.com loue l'évolution de la personnalité du personnage de Zelda, ainsi que le développement de sa relation avec Link. Pour Julien Chièze de Gameblog, la présence de la princesse Zelda est également l'une des réussites du jeu, celle-ci n'ayant « jamais été aussi touchante, humaine, ou même drôle ». Similairement, Blake Morse, journaliste chez Game Revolution apprécie le fait que la princesse soit un compagnon de voyage de Link. Ars Technica applaudit le fait que Zelda accompagne Link dans ses aventures.
Jeremy Parish, journaliste au site spécialisé 1UP.com, estime que le jeu est « le plus sophistiqué des jeux DS à ce jour », louant aussi bien les cinématiques que les graphismes dans leur ensemble. Pour le site IGN, les graphismes sont « parmi les plus beaux [..] proposés par la console, dépassant ce dont les jeux Zelda sont capables sur console portable ». Gamekult estime que les musiques sont « divines », et que la bande-son est « fabuleuse ». Jeuxvideo.com complimente la bande-son, qualifiant les musiques de « sublimes », et Game Informer salue une « piste musicale merveilleuse ». Oli Welsh, journaliste chez Eurogamer, loue également la qualité sonore du jeu. Le site spécialisé Giant Bomb loue les graphismes du jeu, jugés « fantastiques ».
Néanmoins, Fred Dutton de l'Official Nintendo Magazine regrette une durée de vie trop courte, « seulement 20 heures de jeu », une critique partagée par le quotidien américain USA Today. Gamekult déplore également cet aspect, en plus de l'absence du mode online en multijoueur, mais aussi un jeu sans surprise. GameSpot critique une difficulté relativement faible. JeuxActu se joint à ces plaintes, regrettant « des donjons majoritairement courts et faciles ». Le site déplore également le pathfinding du spectre, jugé « perfectible ». Game Informer émet plusieurs réserves, comme une jouabilité « relativement faible », « l'introduction du train, qui impacte négativement l'expérience de jeu », ainsi que « des imprécisions dans les contrôles tactiles ». Ars Technica regrette la régression du mode multijoueur, disponible désormais uniquement en local. Aaron Koehn, journaliste chez GamePro, se plaint également d'un manquement d'innovation par rapport au précédent opus, Phantom Hourglass.
Certains fans accueillent néanmoins le concept des rails avec beaucoup de réserves,, ces derniers doutant notamment de l'inclusion dans la franchise du concept des trains ou de sa répétitivité,. Il est en l'occurrence l'un des épisodes sur portable les moins appréciés de la franchise.

### Ventes
Sur le marché occidental, la commercialisation de Spirit Tracks renforce les ventes de la Nintendo DS et de sa version améliorée, la Nintendo DSi,. Lors de sa mise sur le marché, le jeu s'installe en tête du classement des ventes des jeux Nintendo DS pour sa première semaine d'exploitation aux États-Unis, conservant cette position durant quatre semaines consécutives,,. Il descend à la quatrième place du classement après plus d'un mois et demi en tête. Au Royaume-Uni, le jeu se place à la quatrième place des jeux Nintendo DS la semaine de sa sortie, et à la douzième place tous jeux confondus.
Lors de sa première semaine d'exploitation au Japon, Spirit Tracks se hisse à la deuxième place du classement des ventes, avec 291 496 copies écoulées,. Durant sa deuxième semaine, il descend à la troisième place du classement, avec près de 126 000 unités vendues. La semaine suivante, il descend à nouveau dans le classement, atteignant la cinquième place et se vend à environ 46 000 copies, avant de chuter à la huitième place lors de sa quatrième semaine de commercialisation, en écoulant 22 000 exemplaires. Lors d'un bilan semestriel, revenant sur les ventes du premier semestre 2010, Spirit Tracks se hisse à la quatorzième place du classement, ayant distribué 376 054 unités, et totalisant alors 696 994 copies vendues.
En mai 2010, Spirit Tracks s'est vendu à 2 610 000 unités. Il compte globalement près de 2 millions de copies écoulées en moins que son prédécesseur Phantom Hourglass.

### Critique de la réédition
The Legend of Zelda: Spirit Tracks est réédité sur la console virtuelle de la Wii U en 2015 en Europe, utilisant notamment les propriétés tactiles du GamePad de la Wii U pour retranscrire l'expérience tactile des deux écrans de la Nintendo DS. Néanmoins, ces propriétés tactiles sont mal exploitées pour Thomas Whitehead du site Nintendo Life. Les mécanismes ayant recours au micro sont également jugés comme ratés, nécessitant d'orienter le GamePad dans des positions peu confortables. En conclusion, il estime à regret que le jeu, bien qu'ayant conservé son excellence, n'est pas aussi bien adapté sur Wii U que sur DS.

### Récompenses
| Année | Récompense                    | Catégorie                         | Statut     |
| ----- | ----------------------------- | --------------------------------- | ---------- |
| 2009  | Gamescom Awards               | Meilleur jeu sur Nintendo DS      | Lauréat    |
| 2010  | Game Developers Choice Awards | Meilleur jeu sur console portable | Nomination |
| 2010  | BAFTA                         | Meilleur jeu de l'année 2009      | Nomination |

Lors d'une remise de prix effectuée à l'édition 2009 de la Gamescom, Spirit Tracks est récompensé comme étant le « Meilleur jeu sur Nintendo DS ». Après sa sortie, le jeu est nommé lors de l'édition 2010 des Game Developers Choice Awards, dans la catégorie « Meilleur jeu sur console portable ». Lors d'un vote décerné par le public, il est également dans la course du titre de « Meilleur jeu de l'année 2009 » lors de la cérémonie des BAFTA. Lors de cette même cérémonie, Shigeru Miyamoto, créateur de la franchise Zelda, reçoit également un BAFTA pour l'ensemble de son œuvre.
En mai 2009, The Daily Telegraph le classe dans son top 20 des titres les plus attendus de l'année 2009. Lors de l'E3 se déroulant en juin 2009, IGN le désigne meilleur jeu d'action sur Nintendo DS,.
Le site web spécialisé IGN classe rétrospectivement le jeu en 17e place de son classement des meilleurs jeux sur Nintendo DS. Lors de la sortie du jeu, le site le nomme dans plusieurs catégories spécifiques à la Nintendo DS, dont celle du « Meilleur jeu d'action », du « Prix de l'excellence visuelle », du « Prix de l'excellence sonore », du « Meilleur scénario », « Meilleur jeu multijoueur », et du « Meilleur jeu de l'année ». Le magazine Wired félicite lui la diversité des donjons et des énigmes. Il classe d'ailleurs Spirit Tracks comme troisième meilleur jeu sur console portable. Le site Nintendo Life nomme le jeu dans deux catégories, « Meilleur jeu sur Nintendo DS » et « Choix des lecteurs ».
| Année | Récompense            | Catégorie                                | Statut     |
| ----- | --------------------- | ---------------------------------------- | ---------- |
| 2009  | IGN's Best of E3 2009 | Meilleur jeu d'action sur la Nintendo DS | Lauréat    |
| 2009  | IGN's Best of E3 2009 | Meilleur jeu Nintendo DS                 | Nomination |
| 2009  | IGN's Best of E3 2009 | Meilleur jeu sur console portable        | Nomination |
| 2009  | The Daily Telegraph   | Jeu le plus attendu à l'E3 2009          | Nomination |
| 2009  | Wired's Best of 2009  | Meilleur jeu sur console portable        | Nomination |
| 2009  | Nintendo Life Awards  | Meilleur jeu sur Nintendo DS             | Nomination |
| 2009  | Nintendo Life Awards  | Choix des lecteurs                       | Nomination |
| 2009  | IGN Awards            | Meilleur jeu d'action sur Nintendo DS    | Nomination |
| 2009  | IGN Awards            | Prix de l'excellence visuelle sur DS     | Nomination |
| 2009  | IGN Awards            | Prix de l'excellence sonore sur DS       | Nomination |
| 2009  | IGN Awards            | Meilleur scénario sur DS                 | Nomination |
| 2009  | IGN Awards            | Meilleur jeu multijoueur sur DS          | Nomination |
| 2009  | IGN Awards            | Jeu Nintendo DS de l'année 2009          | Nomination |

## Postérité

### Importance et suites
Spirit Tracks conclut une série de trois jeux très cohérents tant sur le plan scénaristique, dans la chronologie des événements et dans l'évolution de l'univers, que sur le plan esthétique par la technique du cel-shading utilisée. Si l'exécution n'est jamais remise en cause, les critiques estiment a posteriori que le jeu manque un peu d'envergure. Dès 2011, Retro Gamer voit une belle aventure, mais un jeu « fatigué », et se dit habitué à plus, à cause d'un concept ferroviaire décevant et de donjons manquants d'une touche de magie,. Dans l'ouvrage Zelda : Chronique d'une saga légendaire, les auteurs jugent le jeu sans défaut, reprenant tous les marqueurs de la franchise, mais donnant également naissance à un jeu manquant d'« un peu de magie », ou l'audace n'« est gère au rendez-vous ». Pour le magazine Les Cahiers de la playhistoire, il parait découler d'un thème imposé, tant le milieu ferroviaire semble anecdotique, mais remplit son rôle qualifié de « jeu hors-série ». Toutefois, cet épisode marque la première fois que la princesse Zelda ne se limite pas seulement à un rôle de demoiselle en détresse et devient un élément de gameplay important,.
À la fin du développement, alors que la plupart de l'équipe de Spirit Tracks, dont le réalisateur Daiki Iwamoto, rejoint l'équipe de développement du jeu Skyward Sword, une petite portion de l'équipe, notamment constituée de Shiro Mouri, Koji Takahashi et Hiromasa Shikata, entame immédiatement le développement d'un nouvel opus Zelda sur la Nintendo 3DS. Si le jeu, qui sera plus tard connu sous le nom de A Link Between Worlds, est finalement inspiré d'A Link to the Past, il est au départ prévu pour être une extension de Spirit Tracks, reprenant les visuels à l'aspect cartoon.
En novembre 2018, Nintendo effectue un dépôt de marque au nom de « Spirit Tracks », avec la mention « device for smartphones », ce qui permet aux observateurs de spéculer sur un éventuel portage de cet opus sur téléphone mobile. Nintendo avait dévoilé dès mai 2017 son intention d'adapter certaines de ses franchises sur téléphone mobile, dont The Legend of Zelda.

### Influence sur la franchise
Le système de coopération instauré dans Spirit Tracks sert d'inspiration aux développeurs de Tri Force Heroes, suite directe d'A Link Between Worlds reprenant ses contrôles et son moteur graphique. Les développeurs combinent en effet leur volonté de réaliser un nouveau jeu Zelda multijoueur à l'instar de Four Swords Aventures, la volonté de réutiliser les éléments développés pour A Link Between Worlds et la volonté de réutiliser le système de coopération introduit dans Spirit Tracks.
Parmi les objets introduits dans Spirit Tracks, plusieurs sont réutilisés dans des opus suivants de la saga. Le fouet est notamment repris dans Skyward Sword, cette fois associé aux contrôles de la Wiimote, tandis que la baguette des sables est de retour dans A Link Between Worlds,.
Manaka Kataoka, dont la première contribution à la composition musicale pour la série Zelda est pour l'opus Spirit Tracks, est ensuite amenée à composer la musique pour l'épisode Breath of the Wild. Dans ce même jeu figurent des topographies nommées en l'honneur de personnages de Spirit Tracks, comme l'île Linebeck. Des costumes font également référence à l'armure portée par les spectres de Spirit Tracks, comme l'« armure de spectre », rendue disponible dans le premier contenu téléchargeable du jeu,. Le personnage de Terry fait également son retour. Tout comme Spirit Tracks, Breath of the Wild propose une cinématique de fin différente selon les actions effectuées dans le jeu.
Des éléments issus de l'univers de Spirit Tracks sont présents dans les différents titres Hyrule Warriors. Sous forme de contenus téléchargeables, ces éléments sont rendus disponibles à l'achat à l'automne 2016. Ainsi, la princesse Zelda est présente sous sa forme d'esprit, utilisant un spectre pour se battre, et la baguette des sables est une arme déblocable pour Link Cartoon, traité comme un personnage différent de Link, et représenté d'après son apparence dans Spirit Tracks,. Un costume de cheminot similaire à celui qu'il porte dans ce jeu est déblocable. Une nouvelle carte du mode aventure est également basée sur le royaume d'Hyrule tel qu'il est décrit dans Spirit Tracks.

### Musique et produits dérivés

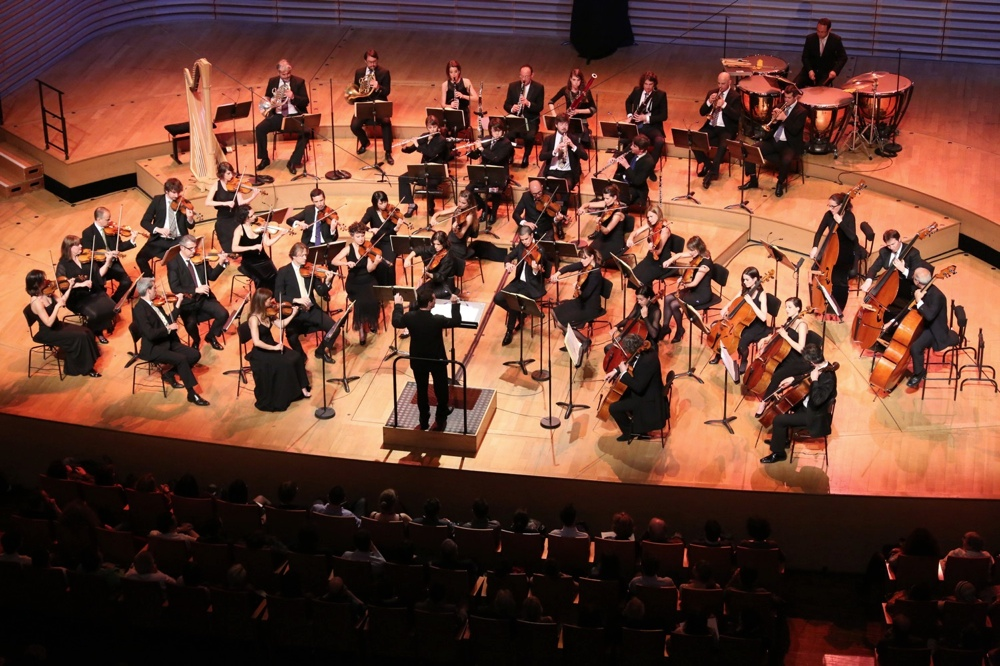
Orchestre symphonique, similaire à celui ayant joué le concert The Legend of Zelda: Symphony of the Goddesses.

Lors de concerts symphoniques organisés en l'honneur des 25 ans de la franchise, intitulés The Legend of Zelda: Symphony of the Goddesses, des musiques issues du jeu Spirit Tracks sont réorchestrées et jouées,.
Un Monopoly aux couleurs de The Legend of Zelda est commercialisé, dans lequel la Locomotive des Dieux est disponible à l'achat, remplaçant l'une des gares.

### Reprise de contenus et caméos
Dans le jeu vidéo de combat Super Smash Bros. for Nintendo 3DS / for Wii U, plusieurs personnages issus de la série The Legend of Zelda sont présents en tant que personnages jouables, comme Link Cartoon, qui, bien qu'inspiré de son apparence dans The Wind Waker, reprend les codes esthétiques du Link de Spirit Tracks. Il est d'ailleurs considéré comme un personnage différent de Link, qui a lui une apparence plus proche de celle dans Skyward Sword. De plus, la princesse Zelda, combattante elle aussi, utilise un fantôme issu de Spirit Tracks pour se battre,.
Une arène de combat est inspirée de Spirit Tracks, la « Locomotive des Dieux ». Elle est présente dans le jeu Super Smash Bros. for Nintendo 3DS / for Wii U et dans sa suite, Super Smash Bros. Ultimate. Dans ce dernier, plusieurs esprits font également référence à des personnages de Spirit Tracks.